# Fekete bőgőmajom
A fekete bőgőmajom (Alouatta caraya) az emlősök (Mammalia) osztályának a főemlősök (Primates) rendjéhez, ezen belül a pókmajomfélék (Atelidae) családjához tartozó faj.

## Előfordulása
Argentína, Bolívia, Brazília és Paraguay területén honos.

## Megjelenése
Testhossza 50-66 centiméter, a súlya 6,7 kilogramm. A hím fekete bőgőmajomnak fekete, a nőstény és kölyök fekete bőgőmajomnak szalmasárga bundája van.

## Életmódja
Egy fekete bőgőmajom csoport 1-3 hímből és 7-9 nőstényből áll. A fekete bőgőmajom a nap 80%-át alvással tölti. A vadonban 15 évig, de az állatkertben 20 évig él.
Levelekkel táplálkozik.

## Egyéb
Eredeti élőhelyén gyakori faj, érdekes módon azonban állatkertekben ritka. Magyarországon csak a Szegedi Vadasparkban látható fekete bőgőmajom. Itt a szülőpár mellett a 2002-ben született kölykük is látható, aki az első hazánkban született bőgőmajom.
Az ottani szülőpárnak 2013 július 20.-án újabb kölyke született, melyet viszont nem nevelt anyja, ezért a mesterséges nevelés mellett kellett döntneie az állatkert vezetésének.